# Florence Le Brun
Pour les articles homonymes, voir Le Brun.
Florence Le Brun, née le 24 mars 1959 à Saint-Nazaire, est une skipper française.

## Carrière
Florence Le Brun et Sophie Bergé sont sacrées championnes d'Europe en 1986 à Sønderborg. Le duo termine 8e des Jeux olympiques d'été de 1988.
Elle remporte de nouveau le titre européen en 470, avec Odile Barré en 1990 à Carrare. Le duo termine 6e des Jeux olympiques d'été de 1992.
Aux Jeux olympiques d'été de 1996, elle se classe à la 15e place avec Annabel Chaulvin.